# Донати, Энрико
Энрико Донати (англ. Enrico Donati; 1909, Милан — 2008, Манхэттен, Нью-Йорк) — американский художник и скульптор — сюрреалист итальянского происхождения.

## Жизнь и творчество
Энрико Донати изучал экономику в Павии, в университете дельи Студи. В 1934 году он уезжает в США, где поступает в Новую школу социальных исследований (New School for Social Research), а также в нью-йоркскую Студенческую художественную лигу. Первая персональная выставка художника состоялась в Нью-Йорке в 1942 году, в Новой школе социальных исследований и в галерее Пасседуа. Уже в это время в творчестве Э. Донати чётко определилось влияние сюрреализма. Он встречается с Андре Бретоном, поддерживает постоянный контакт с Марселем Дюшаном и другими европейскими художниками-сюрреалистами в Нью-Йорке. Типичным произведением этого периода для Донати является полотно Огни Св. Эльма (St Elmo’s Fire) (1944, ныне в Нью-Йоркском музее современного искусства), дающее сюрреалистское видение подводной жизни.
Э. Донати является одним из организаторов Международной выставки сюрреализма в Париже летом 1947 года, где от также выставляет свои полотна и две скульптуры. В конце 1940-х годов Донати постепенно переходит от сюрреализма к конструктивизму, отталкиваясь от последнего — увлекается каллиграфическим стилем. Творчество Э. Донати в этот период сближается с спациализмом, разработанным Лючио Фонтата. В 1950-е годы художник начинает эксперименты с поверхностью и структурой полотна, с красками (например, смешивает их с пылью). Кульминацией этого творчества становится серия работ Лунные холмы (Moonscapes), в которой чувствуется влияние Жана Дюбюффе. В 1961 году проходит большая выставка произведений Э. Донати в Музее изящных искусств Брюсселя, передвижная его экспозиция демонстрируется в различных городах США. В 1962—1972 годах художник читает лекции по современному искусству в Йельском университете.
Скончался Э. Донати в своём доме на Манхэттене в возрасте 99 лет от последствий травм, полученных при аварии такси в июле 2007 года, в котором художник тогда находился.
Работы Э. Донати ныне хранятся в крупнейших музеях Нью-Йорка, Хьюстона, Брюсселя, Турина, Детройта, Балтимора, Рима, Вашингтона, Тель-Авива, Остина, Сент-Пола, Майами, Такомы и др.

## Галерея
- Э.Донати у своей скульптуры «Кулак» (1947) в 2005 году